# Centros de Participación Comunal

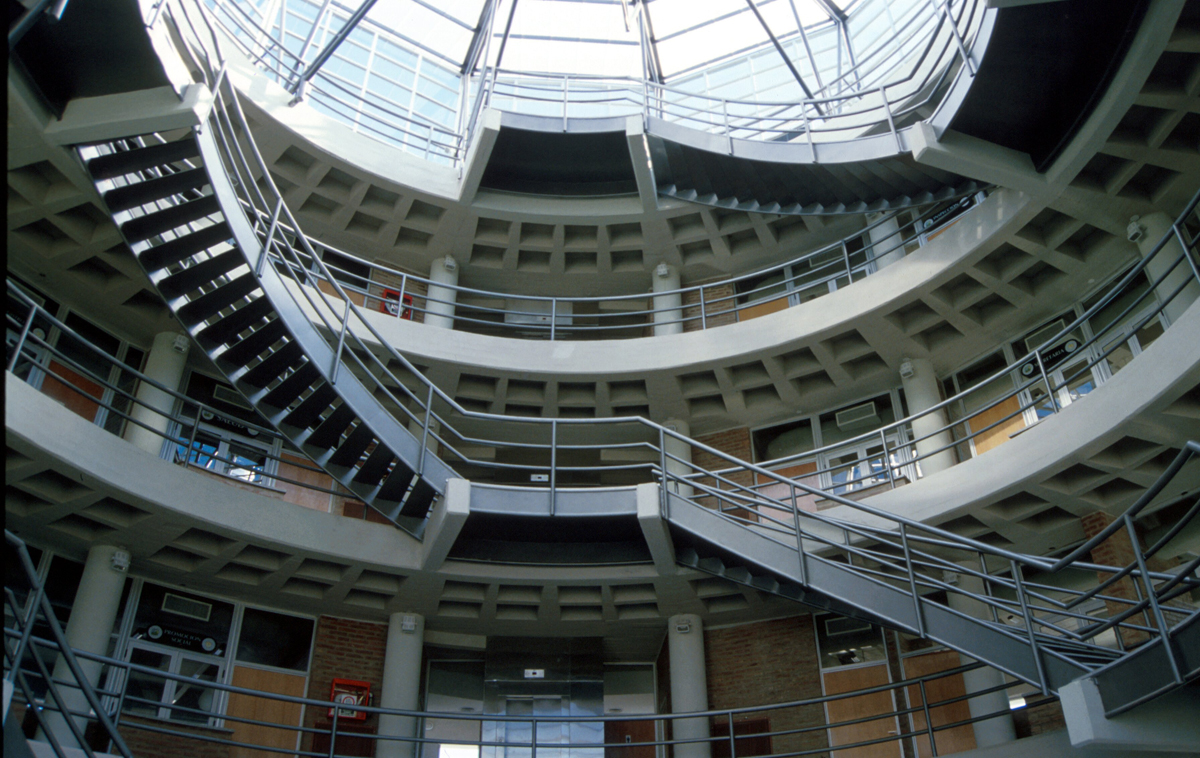
CPC Ruta 20

Los Centros de Participación Comunal o simplemente CPC son divisiones administrativas de la Municipalidad de Córdoba, en la Argentina, en los cuales se pueden realizar trámites que se efectúan en el Palacio Municipal 6 de Julio. Fueron creados por la intendencia de Rubén Martí. Su función es ser sedes zonales para la consulta y tramitación de impuestos y servicios, además se ofrece capacitación en diferentes oficios y áreas (computación, artesanía, tiempo libre, alfabetización y escolarización para adultos).
En la actualidad existen 14 delegaciones, en las cuales se pueden encontrar oficinas comerciales y de cobro de empresas como: Aguas Cordobesas, Banco de Córdoba, EPEC, Registro Civil (Documentos, DNI, matrimonios), entre otros.
Ellos son: C.P.C.s Barrio Centroamérica, Argüello, Villa El Libertador, Empalme, Rancagua, Colón, Monseñor Pablo Cabrera, Pueyrredón, Ruta 20, Mercado de la Ciudad, Guiñazú (ubicado a orillas de la Ruta 9 Norte), Centro cultural San Vicente, Chalet San Felipe en Barrio José Ignacio Díaz y el inaugurado en 2022 Jardín, en el barrio Jardín Espinosa.
En los barrios más importantes de cada CPC existe un Centro Vecinal. Estos centros son asociaciones civiles sin fines de lucro que participan en la gestión municipal y la controlan, además de representar a los vecinos de la jurisdicción que les corresponde. En cada centro vecinal se nombra a un presidente.
| C.P.C. | Zona CPC                    | Dirección       | Población (2010) |
| 1      | Centroamérica               | Norte           | 127.565          |
| 2      | Monseñor Pablo Cabrera      | Norte           | 92.456           |
| 3      | Argüello                    | Noroeste        | 145.047          |
| 4      | Avenida Colón               | Oeste           | 117.074          |
| 5      | Ruta 20                     | Oeste           | 123.980          |
| 6      | Villa El Libertador         | Sudoeste        | 157.760          |
| 7      | Empalme                     | Sudeste         | 98.225           |
| 8      | Pueyrredón                  | Este            | 78.247           |
| 9      | Rancagua                    | Nordeste        | 85.942           |
| 10     | Mercado de la Ciudad        | Centro          | 125.779          |
| 11     | Guiñazú                     | Periferia Norte | 15.514           |
| 12     | Centro Cultural San Vicente | Centro Este     | 51.334           |
| 13     | Chalet San Felipe           | Sudeste         | 87.757           |
| 14     | Jardín                      | Sur             |                  |

## Otros centros en Argentina
- Centros de Gestión y Participación Comunal, en la ciudad de Buenos Aires.
- Distritos de Rosario (CMD), en la ciudad de Rosario.
- Distritos de Santa Fe, en la ciudad de Santa Fe
- Centro Gestión Municipal (GGM), en la ciudad de Río Cuarto.